# Kettőstömegű lendkerék

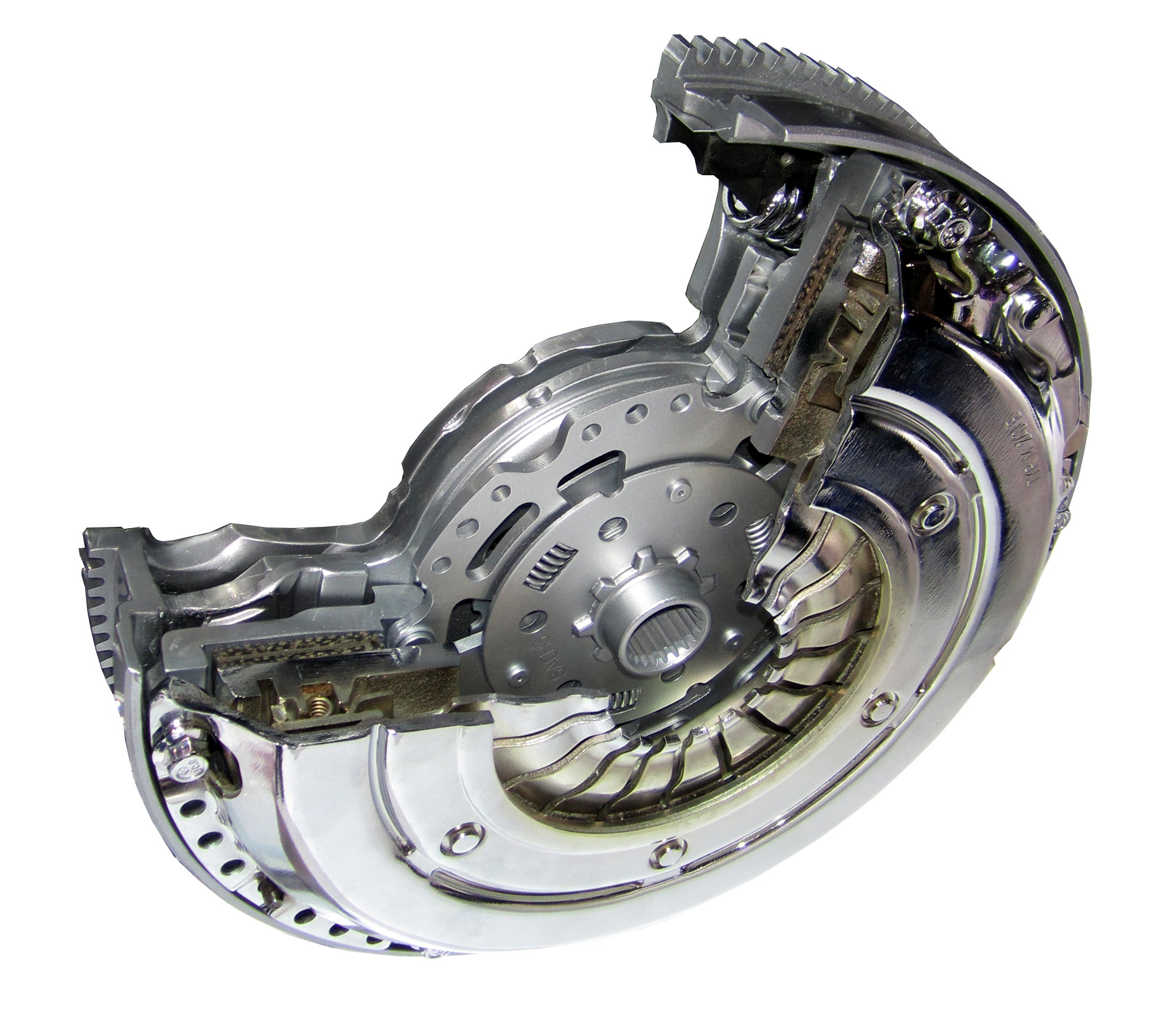
Egy Opel motor kettőstömegű lendkerekének robbantott metszete

A kettőstömegű (vagy kéttömegű) lendkerék (angol megnevezése: Dual Mass Flywheel, németül: Zweimassen-Schwungrad) a gépkocsi motorok lendkerekébe rugók közbeiktatásával szerelt tárcsa, mely csavaró lengéseket tud végezni a motor tengelyéhez képest. A berendezés a motor működéséből adódó periodikusan változó nyomaték és a sebességváltáskor fellépő nyomatéklökések okozta csavaró lengéseket csökkenti.

## Miért van szükség rá?
A dugattyús motorok és elsősorban a dízelmotorok forgattyús tengelyére üzem közben erősen változó periodikus nyomaték hat, ami csavaró (torziós) lengéseket gerjeszt a teljes hajtásláncban. Megfelelő nagyságú lendkerékkel elérhető, hogy a motor szögsebessége egy fordulat alatt csak jelentéktelen mértékben változzon, de a lengések okozta egyes esetekben veszélyes anyagfáradást okozó terhelést és a környezet (gépkocsi esetében az utasok és a vezető) rezgés- és zajterhelését csak további intézkedésekkel lehet csökkenteni. Ennek egyik módja a kettőstömegű lendkerék beépítése, mely megvédi a hajtásláncot a hirtelen nyomatéklökésektől és a stacionér nyomláslengéseket is csökkenti. Alkalmazásával egyenletesebb alapjáratot lehet biztosítani a motornak, csökkenthető a fogyasztás, nő a komfortérzet. A kettőstömegű lendkerék tette lehetővé a nagyobb löket térfogatú diesel motorok elterjedését a személyautók piacán, illetve azok alkalmazását a luxusautók területén.

## Működési elve

Kettőstömegű lendkerék elve. Fekete: Íves rugók,
Piros: Motor oldali lendkerék,
Kék: Hajtáslánc oldali lendkerék

A kettőstömegű lendkeréknél a lendkereket két részre osztják, az első a motor forgattyús tengelyére illeszkedik, a második speciális lágy rugók közbeiktatásával csatlakozik az elsőhöz úgy, hogy a két lendkerék egymáshoz képest jelentős szögben el tud fordulni. A második lendkerékhez csatlakozik a tengelykapcsoló, majd a sebességváltó, a kardántengely, differenciálmű és a hajtott kerekek, vagyis a hajtáslánc.
Az alkalmazott előfeszített csavarrugók félkörívben meg vannak hajlítva és az első lendkerékben kialakított tórusz alakú horonyban helyezkednek el, nekifeszülve a horony belső felületének.
Ez a megoldás kettős célt szolgál. Egyrészt a motor-hajtáslánc torziós lengőrendszert dinamikailag elhangolja úgy, hogy elsődleges rezonancia frekvenciája (kritikus fordulatszáma) az üresjárási fordulatszám alá csökkenjen. Ez az alapjárati lengéseket csökkenti (hasonlóan, mint egy mosógépben, ahol a lágyan rugózott dob rezonancia-fordulatszáma is az üzemi fordulatszám alá esik, és felpörögve a mosógép lényegesen nyugodtabban fut még egyenetlenül berakott ruhák esetén is).
Az íves rugók a két lendkerék egymáshoz képesti elfordulásakor összenyomódnak és súrlódnak a horony palástján, ezzel minden üzemállapotban csillapítják a hajtáslánc torziós lengéseit. A két tömegnek, valamint a rugóknak köszönhetően az elsődleges lendkerék amplitúdójának csak a töredéke jelentkezik a másodlagos lendkeréken, ahonnan a forgatónyomaték továbbmegy a sebességváltóra.

## A kettőstömegű lendkerék fő meghibásodási okai
Több fő meghibásodási ok is lehetséges. Ha a befecskendező rendszer hibás, vagy nem megfelelően van beállítva, a motor normál használat mellett egyenetlenül jár, ami jelentősen csökkenti az alkatrész élettartamát. Iskolapéldája ennek a jelenségnek a Volkswagen PD TDI motorja. Továbbá a kuplung erőltetett használata is károsan hat a kettőstömegű lendkerék működésére. Ha a kuplung túlhevül, esetleg leég, akkor a kettőstömegű lendkerék kenéséért felelős zsírnak a hő hatására csökken a kenési képessége, és megváltozhat az állaga, így jelentősen csökkentheti az alkatrész élettartamát.

## A kettőstömegű lendkerék hibajelenségei
Először halk koppanásokkal jelzi az alkatrész, hogy élettartama végéhez közelít. Ezek a zörejek először csak leállításkor, illetve indításkor hallhatók, de idővel egyre hangosabbak lesznek. A csörömpölés és gyakori kopogás már komoly gondra utal. A meghibásodás további hibajelenségeket is okoz. A rázkódás erősödése nem csak az utastérben érezhető, a motor működésére is nagy befolyással van. Rontja az érzékeny befecskendező rendszerek hatékonyságát, egyenetlen járást eredményez. Ha a kettőstömegű lendkerék hibáját tapasztaljuk, feltétlen cseréltessük ki minél hamarabb, mert idővel jelentős károkat okozhat a motor egyéb elemeiben is.

## Élettartama
A jármű használatának módjától és műszaki karbantartásától, valamint a jármű típusától függően 100 000 – 300 000 km élettartammal bírhat. Ez természetesen lehet kevesebb illetve több is.